# فوجی ۶ ساعته ۲۰۲۴
فوجی۶ ساعته ۲۰۲۴ یک رویداد اتومبیلرانیخودروهای اسورتمسابقات استقامتی بود که در ۱۵ سپتامبر ۲۰۲۴ به عنوان هفتمین دور از هشت دور مسابقات جهانی استقامتی فصل ۲۰۲۴ برگزار شد. این رویداد یازدهمین مسابقه ۶ ساعت فوجی در قالب فعلی مسابقات جهانی استقامتی بود.

## پیش زمینه
این رویداد در تاریخ ۹ ژوئن ۲۰۲۳، در طول آخر هفته مسابقه لمانز ۲۴ ساعته ۲۰۲۳ به‌طور رسمی تأیید شد، این مسابقه که به دلیل دنیاگیری کووید-۱۹ در سال‌های ۲۰۲۰ و ۲۰۲۱ لفو شده بود بار دیگر به این پیست و ژاپن بازمی‌گشت.
رویداد ۶ ساعته فوجی تنها در این دوسال در تقویم مسابقات جهانی استقامتی حضور نداشته است و همواره یکی از مسابقات این ورزش بوده است.

## لیست ورودی
برای حضور در این مسابقه ۶ ساعته ۳۶ خودرو حضور پیدا کردند: ۱۸ خودرو در کلاس برتر و هایپرکار و ۱۸ خودرو در کلاس لمانز جی‌تی۳ (ال‌ام‌جی‌تی۳). تنها تغییرات لیست ورودی نسبت به راند قبلی مسابقات جهانی استقامتی فصل ۲۰۲۴ لون استار لمانز عبارتند از: حضور ژول گونون به جای پل لوپ چتین در خودرو شماره ۳۵ تیم آلپاین، جایگزینی کریستین راید و حضور به جای بن کیتینگ در خودرو شماره ۸۸ تیم فورد.

## تمرین
در طول رویداد ۶ ساعته فوجی ۲۰۲۴ طبق دیگر مسابقات فصل سه جلسه تمرین برگزار شد: دو جلسه در روز جمعه و یک جلسه در روز شنبه برگزار شد. جلسات تمرین در صبح جمعه و بعدازظهر جمعه ۹۰ دقیقه و جلسه تمرین سوم در صبح شنبه پس از برنامه‌ریزی ۶۰ دقیقه‌ای ۴۰ دقیقه به طول انجامید.

### تمرین ۱
اولین جلسه تمرینی در ساعت ۱۱:۰۰ به وقت محلی در روز جمعه آغاز شد. لورن وانتور با زمان ۱ دقیقه و ۳۰٫۵۶۱ ثانیه با پورشه موتوراسپرت شماره ۶، ۰٫۰۱۰ ثانیه سریعتر از ریو هیراکاوا رتبه دوم با تویوتا گازو ریسینگ شماره ۸، سریعترین راننده تمرین اول فوجی بود. آنتونیو فوکو با خودر۶ فراری شماره ۵۰ با ۰٫۵۴۳ ثانیه عقب‌تر از وانتور، سومین راننده روز جمعه و تمرین اول در کلاس هایپرکار بود. مارینو ساتو با خودرو مک‌لارن شماره ۹۵ و تیم یونایتد اتواسپورت خود در کلاس ال‌ام‌جی‌تی۳ با ثبت زمان ۱:۴۰٫۵۲۸ سریع‌ترین راننده این کلاس در تمرین اول بود. آلسیو روورا با فراری شماره ۵۵ تیم ویستا ای‌اف کورس، و داوید ریگن با فراری شماره ۵۴ که ۰٫۲۶۵ ثانیه از ساتو و روورا عقب‌تر بود، سریع‌ترین زمان دور را به ثبت رساندند. همچنین این جلسه تمرین شاهد یک پرچم قرمز به دلیل برخورد مک لارن شماره ۹۵ با کادیلاک ریسینگ شماره ۲ بود که برای لحظاتی تمرین متوقف شد.
| کلاس      | No. | تیم                    | راننده      | زمان     |
| --------- | --- | ---------------------- | ----------- | -------- |
| هایپرکار  | ۶   | پورشه پنسکی موتوراسپرت | لورن وانتور | ۱:۳۰٫۵۶۱ |
| ال‌ام‌جی‌تی۳ | ۹۵  | یونایتد اتواسپورت      | مارینو ساتو | ۱:۴۰٫۵۲۸ |
| Source:   |     |                        |             |          |

- یادداشت: تنها برترین راننده هر کلاس نمایش داده می‌شود.

### تمرین ۲
جلسه تمرین دوم جمعه در ساعت ۱۵:۳۰ به وقت محلی آغاز شد در این جلسه تمرینی، دریس وانتور سریع‌ترین راننده با خودرو شماره ۱۵ بی‌ام‌و و تیم بی‌ام‌و دبلیوآرتی بود، او یک دور با ثبت زمان ۱ دقیقه و ۲۹٫۵۷۷ را انجام داد. دور راننده پورشه وانتور تنها ۰٫۰۰۹ ثانیه سریعتر از مت کمپبل هم تیمی خود با خودرو پورشه شماره ۵ بود، الکس لین نیز با کادیلاک شماره ۲ مقام سوم را کسب کرد. در کلاس ال‌ام‌جی‌تی۳ روورا با خودرو شماره ۵۵ فراری و ثبت زمان ۱:۴۰٫۶۸۲ در صدر این کلاس قرار گرفت. هیروشی کویزومی با کوروت اسپرت شماره ۸۲ و با ۰٫۱۶۹ ثانیه کندتر در رده دوم قرار گرفت. سه نفر برتر با ایستادن فرانک پررا با خودرو شماره ۶۰ آیرون لینکس تکمیل شد.
| کلاس      | شماره. | تیم                    | راننده      | زمان     |
| --------- | ------ | ---------------------- | ----------- | -------- |
| هایپرکار  | ۱۵     | بی‌ام‌و ام تیم دبلیوآرتی | پرایس ونتور | ۱:۲۹٫۵۷۷ |
| ال‌ام‌جی‌تی۳ | ۵۵     | ویستا ای‌اف کورس        | آلسیو روورا | ۱:۴۰٫۶۸۲ |
| Source:   |        |                        |             |          |

- یادداشت: تنها برترین راننده هر کلاس نمایش داده می‌شود.